# Eymouthiers
Eymouthiers is een gemeente in het Franse departement Charente (regio Nouvelle-Aquitaine) en telt 312 inwoners (2004). De plaats maakt deel uit van het arrondissement Angoulême.

## Geografie
De oppervlakte van Eymouthiers bedraagt 8,7 km², de bevolkingsdichtheid is 35,9 inwoners per km².
De onderstaande kaart toont de ligging van Eymouthiers met de belangrijkste infrastructuur en aangrenzende gemeenten.

## Demografie
Onderstaande figuur toont het verloop van het inwonertal (bron: INSEE-tellingen).